# Johan De Vrindt
Johan "Jean" De Vrindt (Lommel, 14 april 1945) is een voormalig voetballer uit België. Hij speelde als aanvaller. Hij speelde ook voor de nationale ploeg.

## Biografie
De Vrindt begon bij de jeugd van VV Overpelt Fabriek, maar werd al gauw aangetrokken door topclub RSC Anderlecht. Daar debuteerde Devrindt in 1964 in het A-elftal. Johan Devrindt, de rechtsvoor van Anderlecht, bleef zes seizoenen bij de Brusselse club. Hij won met Anderlecht vier keer op rij het kampioenschap en één keer de Beker van België.
In 1970 verhuisde De Vrindt naar Nederland en ging er voor PSV Eindhoven voetballen. Hij scoorde er 26 doelpunten in twee seizoenen.
Twee jaar later keerde De Vrindt terug naar België en ging er voor Club Brugge spelen. In zijn eerste seizoen werd hij met blauw-zwart landskampioen, maar in 1974 vertrok hij. Ditmaal bleef De Vrindt in België. Hij ging voor KSC Lokeren spelen. De Vrindt speelde elke wedstrijd en was goed voor 27 doelpunten in twee seizoenen. Zo evenaarde hij zijn doelsaldo van bij Club Brugge.
In 1976 vertrok De Vrindt op 32-jarige leeftijd voor vier seizoenen naar FC Winterslag. Ook daar werd hij een vaste waarde in het A-elftal. In 1980 ging hij afbouwen bij La Louvière, dat toen in Tweede klasse uitkwam. In 1981 begon De Vrindt bij KVK Tienen maar in 1982 stopte hij op 38-jarige leeftijd met voetballen. In eerste klasse speelde hij in totaal 370 wedstrijden en scoorde 149 doelpunten.
De Vrindt speelde 23 keer voor de Rode Duivels en scoorde er 15 doelpunten.

## Palmares

### Club
RSC Anderlecht
- Eerste Klasse: 1964–65, 1965–66, 1966–67, 1967–68
- Beker van België: 1964–65
- Beker der Jaarbeurssteden finalist: 1969–70

#### Club Brugge
- Eerste Klasse: 1972–73
- Trofee Jules Pappaert: 1972

### Individueel
- FIFA Wereldbeker 1970 kwalificatie: Groep 6 top scorer
- UEFA Euro 1972 kwalificatie: Groep 5 top scorer